# Motozintla de Mendoza
Motozintla de Mendoza (en kakchikel: Sámpla) es una ciudad del estado de Chiapas, cabecera del municipio de Motozintla y capital regional de la Sierra Mariscal, región fronteriza con Guatemala, en el sureste mexicano. Por su número de habitantes, se ubica como la decimoquinta localidad más poblada del estado.
Durante la época colonial fue una doctrina de los frailes mercedarios que tuvieron sus reducciones en la región; posteriormente, en 1754 cuando los frailes entregaron las reducciones al clero secular fue parte del curato de Cuilco.
La región de Chiapas y Soconusco permaneció en la Capitanía General de Guatemala hasta 1821, y después de la Independencia de Centroamérica en 1821 y la efímera anexión al imperio de Agustín de Iturbide, Chiapas permaneció en México, mientras que Soconusco siguió en Guatemala.  En 1825 Motozintla fue asignado al circuito de Cuilco en el Distrito N.º10 (Quetzaltenango) para la impartición de justicia por medio de juicios de jurados.
En 1838 las guerras internas de Guatemala provocaron la separación de la región occidental, que se constituyó en el Estado de Los Altos y la región de Soconusco fue parte del mismo; pero cuando el gobierno del estado de Guatemala recuperó a Los Altos por la fuerza en 1840, la región de Soconusco solicitó a México ayuda buscando mayor estabilidad.  Desde entonces la región fue considerada parte de México, aunque Guatemala mantuvo un reclamo territorial sobre la misma; este reclamo territorial finalizó en 1882, cuando el gobierno del presidente guatemalteco Justo Rufino Barrios firmó el Tratado Herrera-Mariscal con el gobierno del general Porfirio Díaz y renunció definitivamente a Soconusco y a otros poblados fronterizos, incluyendo Motozintla.
Motozintla forma parte del programa ciudades estratégicas de Chiapas, que busca impulsar el desarrollo en cada una de las regiones del estado de Chiapas.

## Etimología
El nombre de Motozintla, proviene dos vocablos nahuatl y su significado se traduce como: mototl = ardillas, zintl = ladera, y tla = lugar, que en su conjunto dan como resultado "ladera de las ardillas". En las cercanías de la ciudad se han encontrado interesantes piezas arqueológicas, que confirman la presencia de esta cultura, en esta región mesoamericana. Estos instrumentos se pueden apreciar en el museo Pompilio Montesinos ubicado en la casa de la cultura del municipio.

## Historia
Después de la conquista de la provincia de Chiapa por los españoles, los exploradores se fueron introduciendo en los inhóspitos terrenos de la sierra que atravesaba el sur de la provincia. Fue entonces que un grupo de asturianos, decide poner una hacienda ganadera en los terrenos actuales de la ciudad. Le dieron el nombre de Hacienda Ganadera de San Francisco. Esto se debe a que, en el hoy extinto río Tuixcum, justo cuando se fundó la hacienda, la corriente del río arrastró una imagen (con origen incierto) de este santo. 

### Doctrina mercedaria
En 1565 se creó la Provincia mercedaria de la Presentación de Guatemala, la cual tenía tres características principales:
1. eran independientes de controles externos (tanto civiles como eclesiásticos)
2. eran administradas por un grupo de frailes
3. tenían un número relativamente grande de anexos.[6]

En ese tiempo la región de Chiapas y Soconusco pertenecía a la Capitanía General de Guatemala y la provincia mercedaria incluía a las modernas localidades mexicanas de Motozintla, Santiago Amatenango y San Martín Mazapa.
La administración colectiva por parte del grupo de frailes era la característica más importante de las doctrinas ya que garantizaba la continuación del sistema de la comunidad en caso falleciese uno de los dirigentes.  Según la relación del obispo Juan de las Cabezas en 1613 y las actas de visita pastoral del arzobispo Pedro Cortés y Larraz en 1770, los mercedarios llegaron a tener a su cargo nueve doctrinas, y sus muchos anexos.
En 1754, los frailes mercedarios y el resto de las órdenes regulares tuvieron que entregar sus reducciones doctrinas al clero secular, y por esa razón, cuando el arzobispo Pedro Cortés y Larraz visitó su arquidiócesis guatemalteca en los años 1768 a 1770 mencionó que el curato de Cuilco estaba integrado por: Santa María Magdalena Tectitián, Nuestra Señora de la Asunción Tacaná, Santiago Amatenango, San Martín Mazapa y San Francisco Motozintla.

### Tras la Independencia de Centroamérica
Luego de la Independencia de Centroamérica en 1821 y la anexión de las Provincias Unidas del Centro de América al imperio de Agustín de Iturbide, la región de Chiapas decidió deslindarse de Centroamérica y permanecer en México; sin embargo, la región de Soconusco siguió siendo parte de Guatemala.  De esta cuenta, la constitución del Estado de Guatemala dividió al territorio de dicho Estado en once distritos para la impartición de justicia por medio del método de juicios de jurados el 11 de octubre de 1825; Cuilco fue designado como sede de un circuito dentro del Distrito N.º10 (Quetzaltenango), circuito al que pertenecían también Tutuapa, Canival, Tectitán, Tacaná, Sibinal, Chiquigüil, Amatenango, Mazapa y «Motozintla».

### El efímero Estado de Los Altos

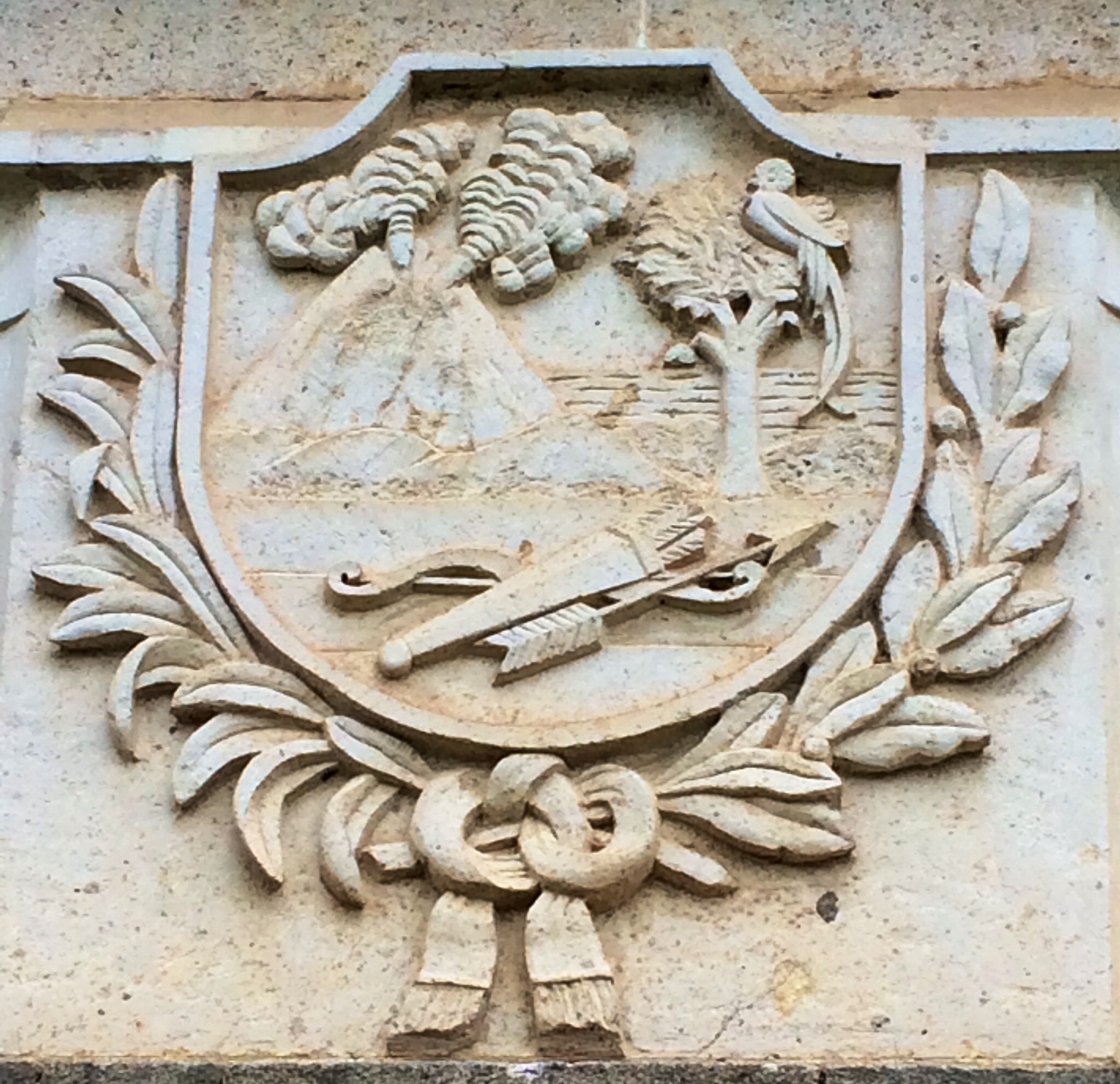
Escudo del Estado de los Altos

A partir del 3 de abril de 1838, Motozintla fue parte de la región que formó el efímero Estado de Los Altos y que forzó a que el Estado de Guatemala se reorganizara en siete departamentos y dos distritos independientes el 12 de septiembre de 1839.
La región occidental de la actual Guatemala había mostrado intenciones de obtener mayor autonomía con respecto a las autoridades de la ciudad de Guatemala desde la época colonial, pues los criollos de la localidad consideraban que los criollos capitalinos que tenían el monopolio comercial con España no les daban un trato justo.  Pero este intento de secesión fue aplastado por el general Rafael Carrera, quien reintegró al Estado de Los Altos al Estado de Guatemala en 1840.
Debido a la inestabilidad del Estado de Guatemala por las constantes guerras civiles e invasiones, el alcalde de Tapachula solicitó a México que aceptara ayudar a Soconusco en 1842, y desde esa año la región pasó a ser considerado parte de la nación mexicana, aunque Guatemala mantuvo su reclamo territorial sobre el mismo.

### Comisión de Límites con Guatemala

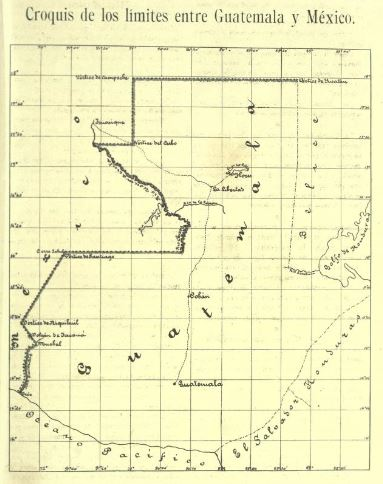
Croquis de los límites de Guatemala y México luego de que la comisión de límites concluyera los trabajos topográficos en 1896.

En virtud del convenio celebrado en la capital de México el 7 de diciembre de 1877 por los representantes de Guatemala, fueron nombradas dos comisiones de ingenieros, una por cada nación para que reconocieran la frontera y levantaran un plano que sirviera para las negociaciones entre los dos países; aunque sólo se hizo un mapa de la frontera comprendida entre las faldas del volcán Tacaná y el océano Pacífico, se celebró la reunión del presidente Justo Rufino Barrios y Matías Romero, representante mexicano, en Nueva York el 12 de agosto de 1882, en la que se sentaron las bases para un convenio sobre límites, en las cuales hizo constar que Guatemala prescindía de los derechos que le asistieran sobre Chiapas y Soconusco y se fijaron los límites definitivos.  En noviembre de 1883, se dio principio al trazado de la frontera y al levantamiento del plano topográfico de sus inmediaciones, siendo jefe de la comisión guatemalteca el astrónomo Miles Rock, y sus colaboradores Edwin Rockstroh, Felipe Rodríguez, Manuel Barrera y Claudio Urrutia. En el primer año de trabajo se llegó únicamente al cerro Ixbul, y en el siguiente se buscó llegar al río Usumacinta o al río Chixoy, pero fue en extremo difícil debido a que no había caminos en el área.  
En su informe al Gobierno de la República de Guatemala en 1900, el ingeniero Claudio Urrutia indicó que: «[...] el tratado fue fatal para Guatemala. En todo con lo que la cuestión de límites se relacionó durante aquella época, existe algo oculto que nadie ha podido descubrir, y que obligó a las personas que tomaron parte en ello por Guatemala a proceder festinadamente o como si obligados por una presión poderosa, trataron los asuntos con ideas ajenas o de una manera inconsciente». Y luego continúa: «Guatemala perdió por una parte cerca de 15 000 km y ganó por otra, cosa de 5140 km. Resultado: Una pérdida de 10 300 km. Guatemala perdió catorce pueblos, diecinueve aldeas y cincuenta y cuatro rancherías, con más de 15 000 guatemaltecos, mientras que México perdió un pueblo y veintiocho rancherías con 2500 habitantes: júzguese la equidad en las compensaciones».
Ya como parte de México, tuvieron que pasar algunos años para consumar la fundación en el año de 1920 con el rango de villa, y el primer nombre fue «Villa de Motozintla de Romero». desde entonces Motozintla fue desarrollándose hasta alcanzar el título de ciudad, en el año de 1954, y su nombre fue cambiado al de Motozintla de Mendoza en honor al revolucionario michoacano Ismael Mendoza Sánchez. 
La ciudad es protagonista de su propia historia, pues su situación geográfica la ha marginado del resto del país, la agricultura es y ha sido su principal sustento, muchas fincas fueron fundadas desde que se creó el municipio, las cuales han mantenido importantes fuentes de ingreso para la población.
En la historia moderna del municipio, hay que recordar los desastres naturales que han arrasado con partes de la ciudad en los años de 1998, con el huracán Mitch, y 2005 con el huracán Stan. Sin embargo esto no ha sido impedimento para que su población salga adelante, pues es uno de los principales productores de café a nivel estatal.

## Demografía
Al igual que el resto de México el mayor porcentaje de la población es étnicamente mestizo, existen algunos grupos indígenas pero están casi extintos como el caso de los mocho, un grupo étnico originario de esta región, el cual únicamente alcanza una población neta de 300 individuos, a pesar de que se han hecho grandes esfuerzos para su recuperación, esta etnia parece estar destinada a la extinción.
Otro grupo importante es la población de origen europeo, en su mayoría españoles y un grupo reducido de alemanes; estos están principalmente posesionados en las instituciones gubernamentales.

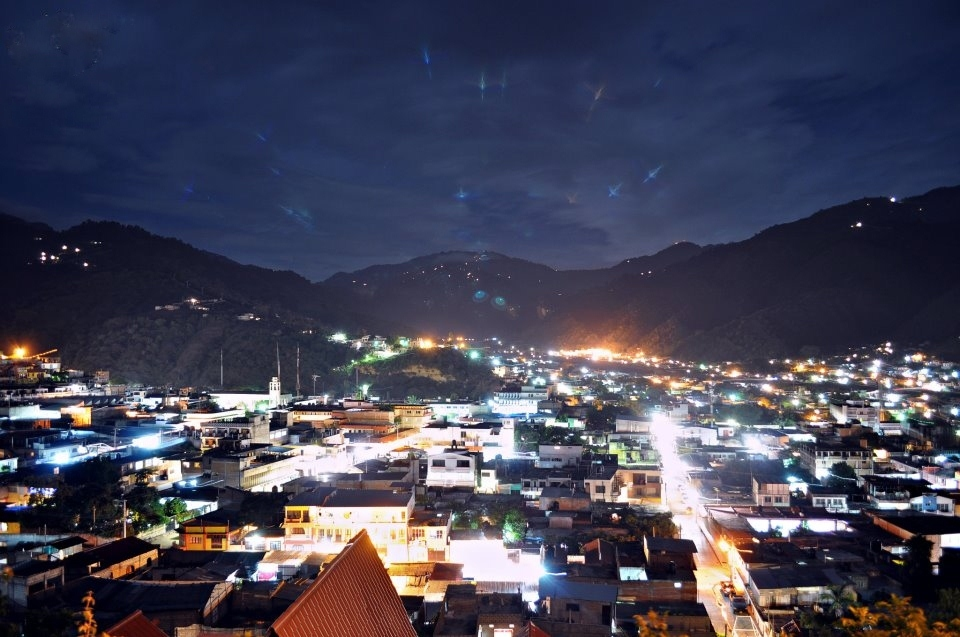
Vista nocturna de Motozintla

Por último existe la población de origen asiático, específicamente chinos, que han sido parte fundamental en la cultura e identidad del municipio, aportando su cultura, y gastronomía.

## Infraestructura
La infraestructura es escasa, pero se encuentra conectada hacia el resto del país a través de dos carreteras importantes, la Motozintla-Huixtla que la comunica con la ciudad de Tapachula, y la Motozintla-Comalapa, que la comunica con otras ciudades importantes del estado como Comitán y San Cristóbal de las Casas.
Existen alamedas y parques para el entretenimiento de la población, una unidad deportiva y tres campos de fútbol.

## Flora y fauna
Flora
La vegetación es de bosque encino-pino, y la totalidad de su flora está compuesta por una gran variedad de especies de las cuales las más sobresalientes son: madreselva, helecho, arbóreo, capa de pobre, cedro, encino, liquídambar, ciprés, pino, romerillo, sabino, manzanilla y roble.  
Fauna
La fauna del municipio está compuesta por una gran variedad de especies de las cuales las más sobresalientes son: culebra verdosa, nacayuca de frío, cotorrilla, chupaflor montañero, jilguerillo, cacomixtle, jabalí, murciélago, venado cabrito, puma, culebra ocotera, gavilán golondrino, picamadero ocotero, ardilla voladora y zorrillo espalda blanca.

## Deportes
Motozintla es netamente futbolero, los fines de semana la población acostumbra ir en familia a ver el desarrollo de las ligas municipales de fútbol.
Cabe mencionar que Motozintla fue campeón estatal, en el torneo juvenil desarrollado en el año 2003, venciendo en el estadio Víctor Manuel Reyna de Tuxtla Gutiérrez a la selección del municipio de San Cristóbal de las Casas.

## Lugares de interés
- El mirador turístico ubicado en el libramiento de la ciudad.
- El lavadero público (este lavadero es único en América del Norte).
- Torre de Mozotal. Ubicada en una de las zonas más altas de mpio. Desde aquí es posible observar el mar, la ciudad de Motozintla, la ciudad de Tapachula y la depresión central de Chiapas.

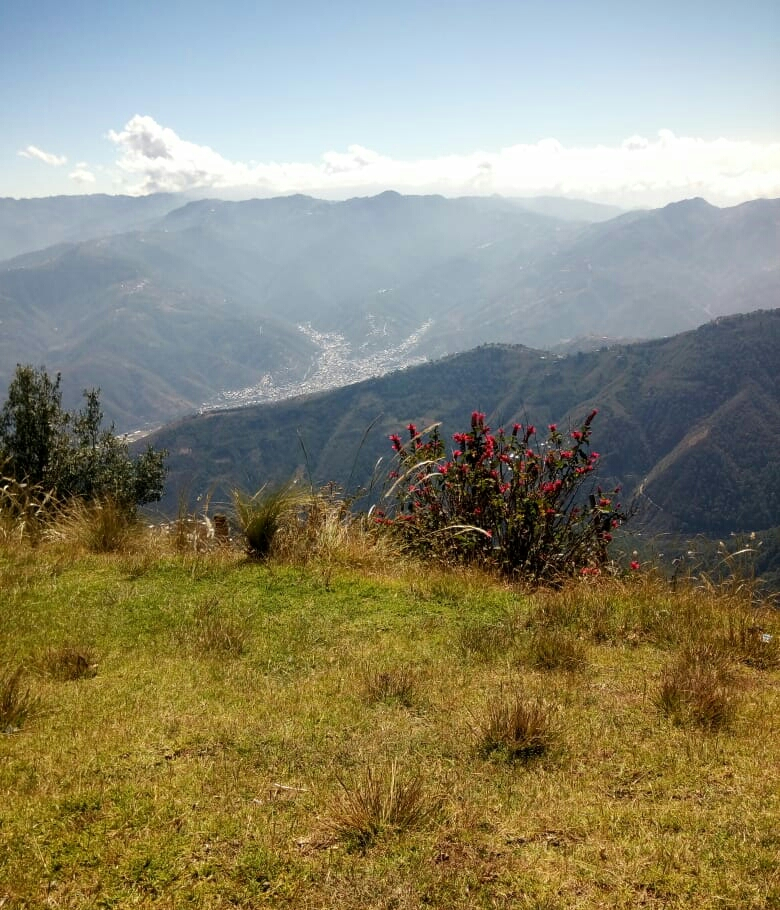
Motozintla vista desde las alturas del ejido El Male

- Paraje turístico de Miravalle. Ubicado a 3000 m s. n. m., el paisaje de ensueño recuerda a las praderas centrales de los Alpes suizos.

## Actualidad
Motozintla es la ciudad más poblada y desarrollada de la región Sierra, hasta la fecha de hoy, se ha puesto en marcha el plan de desarrollo municipal. En el cual se tiene contemplado:

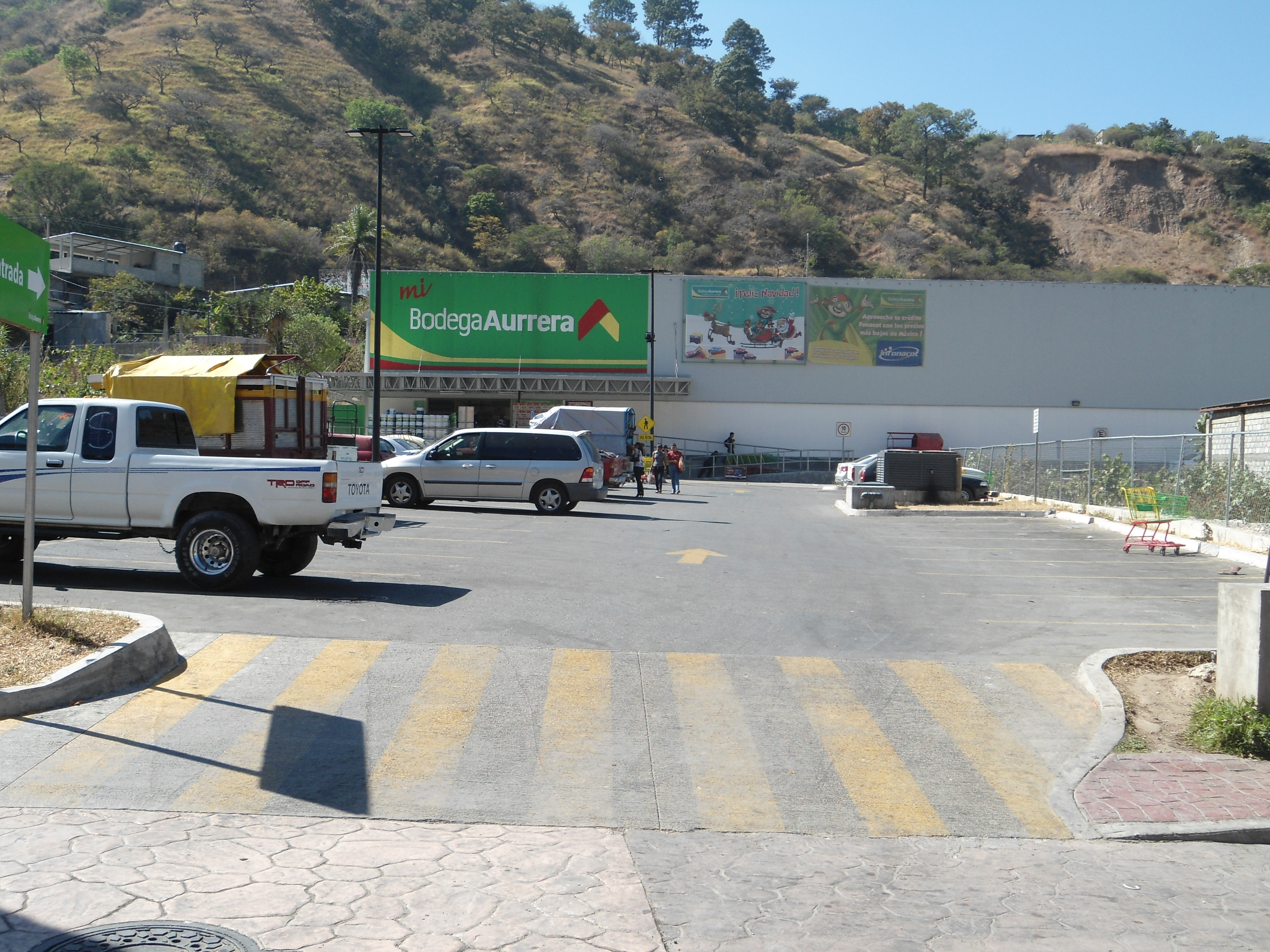
Vista de Bodega Aurrera

- La construcción de un supermercado de tipo b (concluido).
- La construcción de un distribuidor vial (concluido a medias).
- La construcción de una torre de oficinas gubernamentales (proyecto).
- La construcción de una miniplaza comercial que incluiría: cine, bancos, supermercado tipo b, y locales comerciales (en construcción).
- La construcción de una central de abastos (en proyecto).
- La construcción de una terminal de corto recorrido (en proyecto).

## Aspectos geográficos
Se localiza en la Sierra Madre de Chiapas, la cual explica su relieve montañoso, sus coordenadas geográficas son 15°22′N y 92°15′W. Su extensión territorial es de 782.50 km² que equivale al 36.79 % de la superficie de la región Sierra y el 1.03 % de la superficie total del Estado, su altitud es de 1300 m. 
Limita al norte con el municipio de Siltepec, al oeste con Escuintla y Huixtla, al sur con los de Tuzantán y Tapachula, al este con la República de Guatemala y al noreste con el municipio de Mazapa de Madero y El Porvenir. Los climas son cálidos sub-húmedos, cálidos húmedos y templados húmedos. La vegetación es de bosque encino-pino. Los ríos principales son el Huixtla y el Motozintla-Mazapa, así como los arroyos las Cabañas Llano Grande y Negro.